# Демчук Андрій Богданович
Андрій Богданович Демчук (14 грудня 1987, Львів) — український науковець і фехтувальник. Чемпіон літніх Паралімпійських ігор. Заслужений майстер спорту України. Кандидат технічних наук.

## Життєпис
Від народження в Андрія одна стопа була більшою за іншу. З часом це почало впливати на здоров'я, через те, що в одного боку тіла була більша потреба в крові, неправильно працювало серце, і в 19 років ногу довелося ампутувати. Після цього він вирішив зайнятись спортом. У Львові для занять людей з порушенням опорно-рухового апарату існували лише фехтування, стрільба з лука і настільний теніс. Андрій вибрав фехтування через динамічніть та інтелектуальність.
Андрій Демчук має дві вищі освіти — закінчив Національний університет «Львівська політехніка» та Львівський державний університет фізичної культури. Викладає в Національному університеті «Львівська політехніка» комп'ютерні технології і вважає це своєю основною роботою. У 2015 році отримав ступінь кандидата технічних наук.
Також займається благочинністю і волонтерською діяльністю. Постійно відвідує в львівському госпіталі воїнів, які під час бойових дій на Сході втратили кінцівки. На турнірі у Польщі пожертвував призові хворій дитині, але говорити про свою благочинність не любить, вважаючи її не темою для розмов.

### Спортивна кар'єра
Займається у секції фехтування Львівського регіонального центру «Інваспорт». Тренери: С. М. Колесникова, В. М. Нікулін.
На Паралімпіаді в Лондоні він поступився в 1/8 фіналу у фехтуванні на рапірі, а у шпазі дійшов до чвертьфіналу.
Посів І місце в командному заліку (шабля) та ІІІ місце особисте (шабля) на Чемпіонаті світу 2013 року.
І місце особисте (рапіра), ІІІ місце особисте (шабля) на Кубку світу 2013 року.
І місце командне (шабля), ІІІ місце особисте (шабля) Чемпіонату Європи 2014 року.
І місце командне шабля, ІІІ місце (категорія А, шабля) на Чемпіонаті світу 2015 року.
І місце командне (шабля), І місце (категорія А, шабля), ІІ місце (категорія А, шабля), ІІ місце (категорія А, шабля), ІІІ місце командне (шабля) Кубку світу 2015 року.
Посів ІІІ місце (категорія А, шабля) Кубку світу 2016 року.
Виборов І місце у командному заліку (шабля) та І місце в особистій першості (категорія А, шабля) у чемпіонаті Європи 2016 року.
Після перемоги у змаганнях з фехтування на Паралімпіаді в Ріо-де-Жанейро Андрій Демчук заспівав гімн України і розплакався у прямому ефірі після слів про те, що свою медаль присвячує загиблим воїнам АТО, серед яких і двоє його друзів.

## Вшанування
Після повернення із золотою медаллю з Паралімпіади в Ріо-де-Жанейро мер Львова Андрій Садовий вручив спортсмену Золотий герб міста Львова. Також міський голова пообіцяв інвестувати 1 млн грн в ДЮСШ № 2, в якій займається Андрій Демчук. Ще на 500 тис. грн планують закупити спортивний інвентар. Самому спортсмену, який з дружиною живе у батьківській хаті, у жовтні нададуть квартиру у Львові.

## Відзнаки та нагороди
- Орден «За заслуги» III ст. (4 жовтня 2016) — За досягнення високих спортивних результатів на XV літніх Паралімпійських іграх 2016 року в місті Ріо-де-Жанейро (Федеративна Республіка Бразилія), виявлені мужність, самовідданість та волю до перемоги, утвердження міжнародного авторитету України[7]